# San Nicolò Po
San Nicolò Po è una frazione divisa fra i comuni italiani di Bagnolo San Vito e Borgo Virgilio, in provincia di Mantova.
Località nota sin dal 1073, deriva il suo nome da San Nicola di Bari vescovo, patrono del paese. Elevato a parrocchia all'inizio del Seicento, il paese ebbe storicamente poche centinaia d'abitanti, giungendo al suo massimo storico di popolazione all'inizio del Novecento, con 1.200 abitanti. Era il centro abitato più importante del comune, primato che preservò fino all'esistenza del ponte di barche che univa San Nicolò Po con Portiolo, località posta sulla riva destra del Po. Spostata questa infrastruttura, iniziò il declino della frazione.
Tra questa località e Borgoforte venne ferito in battaglia il 25 novembre 1526 Giovanni dalle Bande Nere, morto a Mantova quattro giorni dopo.